# Jean Fanis
Jean Fanis (* 27. Juni 1924 in Wépion; † 3. September 2012) war ein belgischer Jazzpianist.

## Leben und Wirken
Fanis, der von Bud Powell beeinflusst war, arbeitete ab Mitte der 1940er Jahre mit dem Orchester von Mickey Bunner. Mit Jack Sels nahm er für das Album Jazz in Little Belgium (Decca) auf. Auch spielte er mit Raoul Faisant, Francy Boland, Jean Warland und Jacques Pelzer. Zwischen 1953 und 1957 war er Hauspianist im Brüsseler Club Rose Noire und spielte mit gastierenden Jazzmusikern wie Lucky Thompson, Dizzy Gillespie und Clifford Brown. In den 1960er Jahren spielte er im Quartett von Fats Sadi and war Pianist im Al Jones Trio mit Roger Vanhaverbeke am Bass. Mit dem Trio begleitete er Solisten wie Milt Jackson und Clark Terry. Er spielte auch im Brüsseler Blue Note mit Ben Webster und Stuff Smith. Fanis wirkte von 1946 bis 1981 bei 22 Aufnahmesessions mit.

## Diskographische Hinweise
- Jack Sels The Complete Jack Sels (Vogel Records, mit Philip Catherine u. a.)
- Jacques Pelzer Modern Jazz Sextet – Innovation en jazz 2 (Innovation, 1955)
- Jacques Pelzer – Jazz for Moderns (Fiesta Records, 1956, mit Herman Sandy, René Thomas, Paul Dubois, Rudy Frankel)
- Fats Sadi – More Vibes (Jazz Club, 1977)